# T-Hawk (プロレスラー)
T-Hawk（ティー・ホーク、1990年4月30日 - ）は、日本の男性プロレスラー。本名は小野寺 卓也（おのでら たくや）、北海道苫小牧市出身。GLEAT所属。血液型O型。

## 略歴
駒澤大学附属苫小牧高等学校時代は野球部に所属しており、当時はブルペン捕手として田中将大らの球を受けていた。
2009年に高校を卒業してDRAGON GATEに入門。
2010年3月29日に、出身地を名字とした「苫小牧 卓也」のリングネームでデビュー。
2011年5月15日、リングネームを「トマホークT.T」と改めることを発表。同時にDRAGON GATE内の最大派閥であるBlood WARRIORS入りすることを明らかにし、ユニット改名後もMAD BLANKEYに所属していた。
2012年、谷嵜なおきの怪我に伴い、試合を代わりにタイトルマッチで行う。リングネームも『谷崎なおき』（本物は「嵜」）とし髪型、背中のタトゥー、インプラントやカサノヴァなどの技はもちろんのこと、ムーブ（フォールに入る際の表情、肩の動きなど）も含め完全に真似ている。しばらくして本物の「谷嵜なおき」が復帰（後にジミーズへ加入）すると抗争が勃発、バックステージやコメント中などに構わず乱入・乱闘などを繰り返す。最終的には保有しているトライアングルゲート王座のベルトと名前を掛け、9月23日「トライアングルゲート・コントラ・タニザキナオキ」マッチを行い勝利。谷嵜のリングネームを「Mr.キューキュー・豊中ドルフィン」に改名させた。乱入や介入はあるが、ツインゲート王座やトライアングルゲートを獲得。ドン・フジイやCIMA等からフォールを奪うなど急成長した。
しかし、2013年1月27日に再び谷嵜（Mr.キューキュー"谷嵜なおき"豊中ドルフィン）と「ノンブレ（名前）・コントラ・デスティエロ（追放）」マッチを行い敗れ、『谷崎なおき』の名前は奪われ今度は「Mr.ピーピー苫小牧ペンギン」に改名させられてしまう。
2013年2月11日和歌山大会、ジミーズとの全面対抗戦として敗者DRAGON GATE追放マッチが組まれ敗れたが、谷嵜なおきがタッグ結成を持ちかけた事によりDRAGON GATEからの追放はなくなったが、MAD BLANKEYからは追放となった。
2月15日神戸大会、谷嵜なおき改めMr.キューキュー"谷嵜なおき"豊中ドルフィンと動物タッグを組み、B×Bハルク&戸澤陽と対戦したがハルクのファーストフラッシュで敗れた。
その後はメキシコに渡り「Tomahawk」というリングネームで、Eita、フラミータらとともにミレニアルズを結成。DRAGON GATE復帰後、リングネームを「T-Hawk」とする。
8月23日後楽園ホール大会でEita、U-Tと共に来場。
Eitaとのタッグで2013年Summer Adventure Tag Leagueを制覇。オープン・ザ・ツインゲート統一タッグ王座暫定王者となる。
11月3日大阪大会で、Eitaとのタッグでドラゴン・キッド&K-ness.との王座決定戦を制し、オープン・ザ・ツインゲート統一タッグ王座を獲得。
11月7日後楽園ホール大会にて吉野正人の持つオープン・ザ・ドリームゲート王座に初挑戦を果たすが、奪取はならなかった。
12月5日後楽園ホール大会にてEita&フラミータとのトリオで、挑戦者決定ワンナイトトーナメントを制し、オープン・ザ・トライアングルゲート王座の挑戦権を獲得。その日のメインイベントでB×Bハルク&YAMATO&サイバー・コングから同王座を奪取。オープン・ザ・ツインゲート統一タッグ王座と合わせて二冠王となる。
2014年3月16日、和歌山大会にてEita&U-Tとのトリオでジミーズからオープン・ザ・トライアングルゲート王座を奪取。
7月20日、神戸大会にてEitaとのタッグで鷹木信悟&戸澤陽からオープン・ザ・ツインゲート統一タッグ王座を獲得。しかし、11月2日、大阪大会でCIMA&Gammaの大阪06に敗北し、王座陥落。
11月6日、後楽園大会でオレたちベテラン軍との解散・コントラ・ミレニアルズメキシコ強制送還マッチを行う。負けた場合今年一杯日本で活動し、2015年からはメキシコ出直しという条件（怪我で欠場中だったU-Tは再び練習生に戻らなければならない）だったが、見事に勝利し、ベテラン軍を解散に追いやる。また、12月3日の後楽園大会で、CIMA&Gammaのタッグコンビである大阪06が持つツインゲート王座への挑戦が決定した（パートナーはEita）。その後奪取に成功。しかし、上記の件により、土井ダーツによりCIMA、Gamma、K-ness.、ドン・フジイらが加わったMAD BLANKEYに狙われることとなる。
2015年に入るとCIMAとの抗争が勃発し、5月5日のメインイベントで金網の中に入ることになる。
5月5日、愛知県体育館でkzy、鷹木信悟、YAMATO、斎藤“ジミー”了、そして因縁のCIMAと金網の中で戦う。全選手、自分の指定選手の髪切り、もしくはマスク剥ぎのリスクをフォール、ギブアップを奪わなければエスケープが不可能なルールの中で自分だけ指定選手が2人（他の選手は1人だけ。）というリスクを背負いつつも斎藤とCIMAをギブアップさせ、吉野と土井のリスクを解除し、最後の一人としてエスケープし、負け残ったCIMAを坊主にした。そして抗争を続けていたCIMAと一旦和解して、「ドラゴンゲートの未来を担う選手になって、このドラゴンゲートを引っ張っていきます！」と宣言した。
6月14日、福岡・博多スターレーンでオープン・ザ・ドリームゲート王座を獲得した吉野正人にドリームゲートの次の挑戦者に逆指名される。
7月20日、神戸ワールド記念ホールのファイナリストとして王者の吉野正人とタイトルマッチを行うが、ソル・ナシエンテ改で敗北。その後、一夜限りのタッグを組もうと吉野に言われ、一夜限りのタッグを吉野と組むことが決定。これに対して鷹木信悟が反発する。
8月2日、神戸サンボーホールで吉野と一夜限りのタッグを組み、吉野のチームメイトの戸澤と鷹木と激闘を繰り広げるが、鷹木のパンピングボンバーで敗北。鷹木に暴言を吐かれるも吉野に助けられ何とか大会を締めた。
8月6日、後楽園ホールで自身が所属していたミレニアルズが解散。
8月16日、大田区総合体育館でドリームゲート戦で吉野に勝利し、ドリームゲートの3度目戴冠に成功した鷹木にタッグを結成し、土井成樹とYAMATOの持つツインゲートに挑戦しようと言われ、それを了承したが、8月30日の博多・スターレーンで鷹木は裏切り、最後はYAMATOのギャラリアで敗北。そして試合後にも攻撃され、さらには元・ミレニアルズのメンバーのEitaとKotokaにも攻撃され血だるまにされるも、モンスターエクスプレスの吉野、戸澤、しゃちほこBOYが助けに入り、CIMAを入れたメンバーで緊急決定試合を行い、急に入って来たビッグR清水の助けも借り、Eitaを必殺のナイトライドで沈め、その後も鷹木たちに攻撃される。そして鷹木のマイクが終わり鷹木たちが帰った後、清水にタッグリーグに一緒にエントリーしようと言われ、それを了承。清水とタッグリーグで組む事になった。
9月23日、タッグリーグで決勝トーナメントに出る選手を決定する試合を行ったが、戸澤のパッケージ・ジャーマン・スープレックス・ホールドで敗北（対戦相手は戸澤陽と吉野正人、パートナーはビッグR清水）。試合後、清水にディアハーツに入ってくれと言われるも、そのお願いも振り切り、吉野や戸澤、しゃちに「自分をモンスターエクスプレスに入れてください！」と言い、モンスターエクスプレスに加入。
11月6日、オープン・ザ・トライアングルゲート王座を獲得。
2016年3月6日、清水とツインゲートを獲得。同時に久しぶりの二冠王となったが、6月19日の京都KBSホール大会でジミー・ススム&ジミー・カゲトラ組に敗れ、王座陥落。
9月4日、ネーブルカデナアリーナ大会のオープン・ザ・トライアングルゲート戦でジミーズの堀口元気H.A.Gee.Mee!!&斎藤“ジミー”了&ジミー・神田組に最多防衛回数更新がかかった試合で敗れてしまい、王座陥落。ツインゲートのベルトに続きトライアングルのベルトもジミーズに奪取されてしまう事になってしまった。この辺りからチームでのタッグやトリオでの負けが増え、名指しでしゃちほこBoyらを批判するようになっていく。
9月22日、大田区体育館大会でユニットと吉野に対する不満が爆発し、9月25日に吉野との直接対決でT-Hawkは「もし自分が勝ったら今後MONSTER EXPRESSは今後自分が中心となってやっていく！」と言い残し、一人で退場した。
9月25日、神戸サンボーホール大会第5試合での吉野との一騎討ちの最中、VerserKが乱入した。試合がノーコンテストとなり、周囲がざわつく中でT-Hawkも土井に直接勧誘を受けてそのままVerserk所属となる。その場にいたVerserkのメンバーと共に吉野を攻撃し、完全に決別することとなった。
2018年5月7日、中国・上海市を中心とした海外事業を展開する株式会社ドラゴンゲートの代表にCIMAが就任した。T-HawkもCIMA、エル・リンダマン、山村武寛と共に海外を中心に活動することになり、日本での出場機会は不定期になることが発表された。
2019年1月5日、前年6月からCIMAやリンダマンらと結成した#STRONGHEARTSの一員として定期参戦を続けていたWRESTLE-1の後楽園ホール大会にて芦野祥太郎が保持するWRESTLE-1チャンピオンシップに挑戦。最後はケルベロスで勝利を収め、第14代王者となる。
2020年1月3日、T-Hawkは後楽園ホールにてDDTプロレスと業務提携を表明し、DDTのリングに上がることを告げた。
2021年3月12日、自主興行「ACTION MAX!」新宿FACE大会にてCIMAを含める#STRONGHEARTSの4名がGLEAT入団を発表し、翌日に入団会見を行なった。
9月7日の全日本プロレスの後楽園ホール大会にて、エル・リンダマンとのコンビでゼウスとイザナギが保持するアジアタッグ王座に挑戦し勝利。第111代王者となり、T-Hawkとしては初のメジャータイトル獲得となった。

## 得意技

### フィニッシュ・ホールド
ナイトライド
T‐Hawkの代名詞ともいえる必殺技。相手の体をオクラホマ・スタンピードの要領で右肩に担ぎ上げた状態から、相手の両脇に手を差し込んでリングマットと並行になる形になるようにリフトアップし、そこからみちのくドライバーIIの要領で相手を後頭部からマットに落とす。初公開は2011年7月4日のスペル・シーサー＆小林瑛太戦。同年3月にドラゴンゲートに参戦した外国人ユニット、RONIN（ジョニー・ガルガノ＆チャック・テイラー＆リッチ・スワン）が使用していた合体技をヒントに閃いたT-Hawkのオリジナル技。技名はブラッド・ウォリアーズ時代のチームメイト、Kzyが命名。直訳すると「夜に乗る」の意味で、そこから転じて「闇に葬る」というニュアンスで名付けられた。
ナイトライドE.N.D
読みは「ナイトライド・イー・エヌ・ディー」。T-Hawk自身が「最終奥義」と評するナイトライドの派生技のひとつ。ナイトライドの要領でリフトアップした相手をリバース・パイルドライバーのように垂直に頭から落下させてマットに叩きつける。初公開は2012年9月23日の谷嵜なおき戦。技名は当時抗争を繰り広げていた谷嵜との因縁に終止符を打つという意味で、E.N.Dと名付けた。現在は使用されていない。
ケルベロス
走りこんで相手の顔面、後頭部に目掛けて放つ膝蹴り。フィニッシャーとして使用されることもある。大一番ではこの技から上記のナイトライドに繋げることが多い。
ベラクルス
T-Hawkとして凱旋帰国してから使用し始めたフィニッシャー。ナイトライドの派生技のひとつ。肩車の体勢で相手を両肩に担ぎ、両手をクラッチした状態で相手を前方回転させシットダウンと同時に後頭部からマットに叩きつける変形ボム。形としては、コーナーを使わないCIMAのアイコノクラズムに近い。この技でスペル・シーサーからフォールを奪い、帰ってきたベテラン軍を解散に追い込んだ。現在は使用されていない。

### その他
逆水平チョップ
T-Hawkの代名詞とも言える打撃技。重量感と打撃音が凄まじいのが特徴。
ランニング逆水平
カウンター式でも放つ。
ダブルチョップ
両手を合わせて放つチョップ。こちらも上記逆水平チョップ同様凄まじい破壊力を持つ。
ベルデ
変型アルゼンチン・バックブリーカー。
アルゼンチン・バックブリーカーを仕掛けたまま片膝立ちになり、自分の肩に相手を仰向けに乗せたまま、立てている膝に相手のつま先を引っかけ、両手で相手の首を締め上げる。
ブランコ
ゲブラドーラ・トド・アルトの体勢で肩に担ぎ上げ旋回させながら前方へ叩きつける技。名前はスペイン語で「白」を意味する。
ロホ
うつ伏せで寝ている相手の両足をインディアンデスロックのように固め、両手で相手の顔面を締め上げる変形フェイスロック。名前はスペイン語で「赤」を意味する。
アンヘル
肩車の状態から前に開脚しながら相手を叩きつけるフェイスバスター。
ノルテ
腕決め式のトケ・エスパルダス。パワー技が多いT-Hawkの唯一の丸め込み技。
ボニート
相手の足を足4の字固めに極めて動きを封じた状態から相手の肩を跨ぎ、両腕を掴んで肩を反りあげ痛めつける複合関節技。
アウトサイダーズ・エッジ
T-Hawkの場合は、主に繋ぎ技で使用される。解説からはB・Tボムと呼ばれている。
ツームストーン・パイルドライバー
ウラジゴク
リバースのみちのくドライバーII。
相手の背後から、リバースパワースラムを仕掛けるように相手を持ち上げ、相手をうつ伏せにひっくり返しつつシットダウンして顔面をマットに叩きつける。T-Hawkは試合後のコメントで「裏みちのく」と言おうとしたところ間違えて「ウラジゴク」と言ってしまい、それがそのまま定着に至った。
アギラ
ショルダースルーの体勢で相手を空中に放り投げ、うつ伏せで落下する相手の顔面を膝でかち上げる。
4の字式フィッシャーマンズ・バスター
インプラント
もとは谷嵜の得意技であり、「谷崎なおき」時代に使用された。本家・谷嵜に対して使用し勝利を収めた事もある。しかし、T-Hawkになってからは使用しない。
DH、FH、カサノヴァ
こちらもインプラント同様、T-Hawkが「谷崎なおき」時代に使用した技。

## タイトル歴
DRAGON GATE
- オープン・ザ・ツインゲート王座（第20代、第29代、第32代、第34代、第38代）
  - パートナーはB×Bハルク→Eita : 3回→ビッグR清水
- オープン・ザ・トライアングルゲート王座（第36代、45代、48代、55代、58代）
  - パートナーは戸澤陽&B×Bハルク→Eita&フラミータ→Eita&U-T→吉野正人&戸澤陽→鷹木信悟&サイバー・コング
- 第4回KING OF チョップ!! 優勝
- KING OF GATE優勝（2017年）
- Summer Adventure Tag League優勝（2012年、2013年）
  - パートナーは戸澤陽&B×Bハルク→Eita

DDTプロレスリング
- KO-D6人タッグ王座（第36代、第40代）
  - パートナーはCIMA&トアン・イーナン→ 遠藤哲哉&エル・リンダマン

WRESTLE-1
- WRESTLE-1チャンピオンシップ（第14代）
- WRESTLE-1 TAG LEAGUE 優勝（2019年）
  - パートナーは入江茂弘

全日本プロレス
- アジアタッグ王座（第111代）
  - パートナーはエル・リンダマン
- 50thスペシャル カーベルpresents 6人タッグトーナメント 優勝（2022年）
  - パートナーは入江茂弘&鬼塚一聖

GLEAT
- G-REX王座（第3代）

## 入場曲
- Origami